# Vojska v sasanidskem imperiju
Sasanidska vojska v iranskem imperiju dinastije Sasanidov (Srednje Perzijsko: Ērānshahr) je bila ustanovljena, ko je Ardašir I zavladal nad iransko državo in odstavil svoje partske predhodnike. Ardašir je ustanovil novo cesarstvo, njegov namen pa je bil obnoviti kulturo, bogastvo in ozemeljske meje perzijskega Ahamenidskega cesartsva. Da bi dosegel ta cilj je ustanovil vojsko, ki je bila pod neposrednim nadzorom iranskega vojaškega magistra (Erān Spahbed) oz. vrhovnega poveljnika ter cesarja. Ukinil je pravico iranskih plemiških družin oz. "velikih hiš", da bi novačile in poveljevale svojim zasebnim vojakom, ter tako zmanjšal možnost državljanskih vojn ter povečal enotnost države.
Ardašir je obnovil pragmatičen ahemenidski vojaški ustroj, obdržal legendarne katafrakte, ki so se pojavili v partskem obdobju, in uvedel nove tehnike pri izdelavi oklepov ter tehnik obleganja mest. Učinkoviti vojaški ustroj je kasneje vplival na širjenje države in iranski državi zagotovil 400 let statusa velesile v zahodni Evraziji skupaj z Rimskim imperijem in kasneje Bizantinskim cesarstvom. Sasanidska vojska je ščitila Sasanidsko cesarstvo pred vdorom nomadskih srednjeazijskih ljudstev kot so bili Heptaliti in Turki; prav tako pa je na zahodni meji imperija bila večno vojno proti Rimskemu imperiju.

## Vojska
V karakterju vojskovanja se je sasanidska vojska močno razlikovala od predhodne ahemenidske. Najopaznejša sprememba, ki jo je prinesel čas, je bila praktična opustitev bojnega voza za rabo v bitki; pomembnejši poudarek pa so dajali na razvijanju odredov z bojnimi sloni. Zelo priljubljen je postal katafrakt po partskem vzoru, prav tako pa lažje enote kot so lokostrelci na konju. Vojska je bila razdeljena na štiri glavne tipe vojakov: navadno pehoto, lokostrelce, konjenike, in upravljavce slonov.

### Delitev
Divizija vojske (spāh) je bila razdeljena na večje odrede (gondai) in manjše stotnije (vaštai).

### Čini
Erān Spahbed: Vrhovni poveljnik (dobesedno: general vsega Irana), vzporedno z rimskim vojaškim magistrom (Magister Militum).
Spāhbed: General ene vojske.
Padhuspan: Poveljnik ene iz štirih administrativnih četrtin Irana v času Kosrova I. (Azerbajdžan, Hvarasan, Mezopotamija in Perzis)
Marzbān: Poveljnik obmejne obrambe (vzporeden rimskemu činu komita (Comes), zmotno zamenjan za iranskega vojaškega magistra s strani Prokopija).
Pushtigbān-sālār: Poveljnik cesarske straže (vzporeden vzhodnorimskemu činu Protospatarios)
Erān anbāraghbad: Častnik odgovoren za oskrbo vojske.
Stor Bezashk: Veterinar, ki je skrbel za dobro stanje vojaških konj.
Argbed: Poveljnik posamezne vojaške trdnjave.
Pāygān Sālār: Poveljnik pehotne divizije.
Savārān Sardār: Poveljnik konjeniške divizije.
Gond Sālār: Poveljnik večje divizije (gonda).

### Konjenica
Hrbtenica vojske v sasanidskem obdobju je bila težka konjenica, kjer je bil tudi konj v celoti pokrit z oklepom. Legendarni katafrakti; konjenica po zgodnejšem partskem modelu, je bila sestavljena iz plemičev pomembnih rodbin ("velikih hiš") ter visokih državnih uradnikov, ki so bili poklicni vojaki podvrženi strogemu vojaškemu urjenju v strateškem načrtovanju in fizičnem boju. V vojaški strategiji je bila konjenica najpomembnejši element. Tehnike iranskih konjenikov so prevzeli tudi Rimljani, Arabci in Turki. Njihovo orožje, bojne tehnike, vojaške medalje, in tudi civilni dvorni običaji ter moda oblačenja so zelo močno vplivali na vzhodnorimske sosede. Rimljani so po vzoru iranske elitne konjenice uvedli katafraktarije in klibanarije.
Težko konjenico je v boju dopolnjevala lahka konjenica. Sestavljena je bila večinoma iz neiranskih plačancev (Hazarjev, Heptalitov in Kušancev); ter tudi iranskih Gelancev in Albancev. Zaradi hitrosti in vzdržljivosti je bila lahka konjenica zelo pomemben del v sasanidski vojski. Uporabljali so jo predvsem v boju proti nomadskim ljudstvom iz srednje Azije, medtem ko so težko konjenico z večjim poudarkom uporabljali proti rimskim legijam.
V glavnem so konjenico sestavljale naslednje enote:
Zajedan: Garda perzijskih nesmrtnikov.
Azadan: Svobodno plemstvo.
Savaran: Elitna konjenica, ki je tvorila lastno vojaško kasto.
Poleg omenjenih elitnih enot v slogu katafraktov oz. klibanarijev, pa tudi lahka konjenica, srednja konjenica oborožena s kopjem in ščitom, lokostrelci na konju, in bojni slonovi.

### Bojni sloni
Napad težke konjenice so praviloma spremljali bojni sloni in lokostrelci na konju, ki so na sovražnika streljali z razdalje. Otredi bojnih slonov so bili novačeni v Indiji. V boju na ravnem terenu so bili zelo učinkoviti, veliko se je stavilo na to da bitko odločijo prav bojni sloni. Odredi s sloni so bili pod vodstvom posebnega častnika znanega kot Zend−hapet, oz. "poveljnik Indijcev". Orjaški sloni so na bojišču delovali kot premični bojni sloni. Zaradi zastrašujočega učinka na sovražnika so pogosto zdrobili formacijo, kar so izkoristile druge enote za uspešno nadaljevanje bitke.

### Pehota
Večina pehote so bili lahki naborniki s kopji podobno kot v ahamenidskem obdobju; ti so bili nanovačeni po potrebi in navadno niso bili dobro izurjeni. Vzhodnorimski zgodovinar Prokopij je opisal lahko pehoto svojih sosedov kot "uboge kmete, ki prihajajo na bojišče samo za to, da bi kopali skozi zidove, in obirali pobite sovražnike, večinoma pa da služijo vojakom (elitnemu savaranu)". V nekaterih bitkah je bila predstavljena tudi elitna težka pehota, ki je bila redkost, saj je višji sloj praviloma služil v obliki konjenice. To so bili dobro plačani vojaki v oklepu, ki so po grško-rimskem vzoru nosili težki oklep, ščit, meč, in eno ali več metalnih kopij. Najbolj znane province imperija, ki so dobavljale elitno težko pehoto so bile na severu Irana; primer je Dajlam ob kaspijskem morju.
Boljši del perzijske pehote so predstavljali lokostrelci. Izurjeni so bili, da so streljali puščice izredno hitro. Ponovno so uvedli legendarni ščit z izrezom na sredini - spara, uveden že v času Ahamenidov, le da so spremenili njegovo rabo. Lokostrelci so pred svoje pozicije postavili barikade iz ščitov ter obstreljevali sovražnika, ki se je pogosto vdal zaradi premočnega obstreljevanja. Poleg tovrstne frontalne taktike so lokostrelci, ki so bili hitri kot jezdeci v oklepu, pomešani med napadajoče konjenike priložnostno obstreljevali sovražnika. Tudi kadar so bili premagani in so bežali z bojišča so bili znani po tem, da so streljali nazaj med tem ko so se umikali; med sosedi Rimljani je bil priljubljen rek, da so še posebej nevarni ravno takrat, ko se umikajo.
Pehota je bila razdeljena na naslednje tipe:
Dajlamci: Plačana težka pehota v legionarskem slogu.
Paighan: Lahka pehota s pletenimi ščiti in kopji; kmetje.
Kamandaran: Lokostrelci.
Poleg tega še druga lahka pehota, kot npr. Kurdski metalci kopja.

### Oblegovalne naprave
Podobno kot Rimljani, so tudi Sasanidi poznali taktiko obleganja obzidanih mest in sofisticirane oblegovalne naprave. Med te uvrščamo ročno ali stacionarno balisto/samostrel (čarh), katapult, oblegovalni oven, oblegovalni stolp in podkopavanje zidov.

## Azadan (svobodno plemstvo)
Ta plemiški razred se je oblikoval že v partskih časih in nadaljeval v sasanidskih, kjer so Azadani (svobodni plemiči), postali zelo vplivna aristokratska politična in vojaška sila. Iranskega cesarja so spremljali v bitki in dokazovali legendarno disciplino ter pogum. Azadani so branili svoj status "naslednikov antičnih arijskih zavojevalcev" in vladarjev nad maso nearijskega kmečkega prebivalstva; čeprav je v njihovem času minilo že dva tisočletja odkar je večina prebivalcev iranskega platoja Arijcev (Irancev). Ti aristokrati so upravljali različne državne funkcije na regionalni ravni in živeli na račun dobička iz svojih posesti. Najprestižnejši otred konjenice iz azadanov je bil asvaran, ki je navadno odločil izid bitke.
Člane tovrstne elitne vojaške kaste in njihovo posest je financirala država, katero so v primeru vojne morali ščititi.